# Chiesa di Sant'Anna (Catanzaro)
La chiesa di Sant'Anna è un luogo di culto cattolico della città di Catanzaro.

## Storia
La storia di questa chiesa è strettamente collegata ad un'antica parrocchia intitolata a Santa Maria de Plateis, che venne distrutta a causa del terremoto del 1783 che colpì, tra le altre, anche Catanzaro.
In un primo momento, il titolo di Santa Maria de Plateis venne traslato nella vicina chiesa del Gesù e, dopo il 1832, nella cappella di Sant'Anna, ubicata nel palazzo delle famiglie Grimaldi e Bianchi.
Questa chiesa fu edificata nel 1740 per volere di Giovanbattista Grimaldi e sua moglie Chiara Sculco che, a lavori ultimati, apposero il loro stemma nello scudo e nella croce gerosolimitana, in parte visibile ancora oggi.
I catanzaresi sono molto legati al culto di Sant'Anna, protettrice delle partorienti, tant'è vero che ancora oggi è in uso deporre ai piedi dell'altare maggiore della chiesa, come ex voto, dei fiocchi azzurri o rosa.

## Descrizione
Nel XIX secolo, uno dei parroci della chiesa consacrò l'altare maggiore a Sant'Anna, mentre un secondo altare venne posto sul lato sinistro e dedicato alla Presentazione di Maria Vergine al Tempio.
All'interno vi sono ubicate due tele del pittore catanzarese Garibaldi Gariani, una che raffigura la Presentazione di Maria Vergine al Tempio, mentre l'altra la Madonna col Bambino.
La facciata della chiesa è ottocentesca ed è sovrastata da un piccolo campanile a vela centrale, con due campane inserite in due archi a sesto acuto. La facciata è preceduta da una piccola scalinata, divisa dalla strada da un cancello in ferro battuto di scuola napoletana del XIX secolo. Il portale architravato è decorato da una semplice cornice modanata, sormontato da un finestrone neogotico.
All'interno della chiesa vi è un busto di Sant'Anna e la Madonna Bambina, posto al centro del fastigio tardobarocco.